# James Fitzpatrick (rugbysta)
James Paul Fitzpatrick (ur. 2 czerwca 1892 w Los Angeles, zm. 9 października 1973 w San Marino) – amerykański rugbysta, olimpijczyk, zdobywca złotego medalu w turnieju rugby union na Letnich Igrzyskach Olimpijskich w 1920 roku w Antwerpii.

## Kariera sportowa

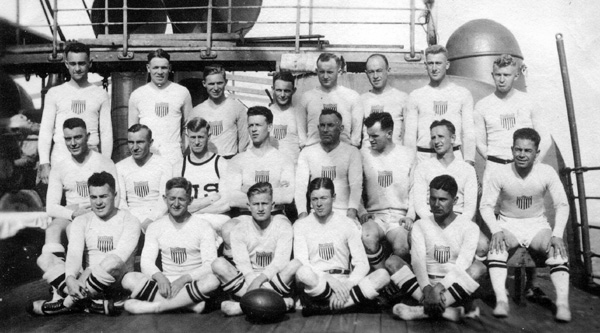
Olimpijska drużyna USA z 1920 roku

Podczas studiów na Santa Clara University występował w barwach Santa Clara Broncos, następnie związał się z Olympic Club.
Ze złożoną w większości ze studentów uniwersytetów Santa Clara, Berkeley i Stanford reprezentacją Stanów Zjednoczonych uczestniczył w turnieju rugby union na Letnich Igrzyskach Olimpijskich 1920. W rozegranym 5 września 1920 roku na Stadionie Olimpijskim spotkaniu amerykańska drużyna pokonała faworyzowanych Francuzów 8–0. Jako że był to jedyny mecz rozegrany podczas tych zawodów, oznaczało to zdobycie złotego medalu przez zawodników z Ameryki Północnej.
W reprezentacji USA rozegrał łącznie dwa spotkania nie zdobywając punktów.
Prócz finału olimpijskiego turnieju zagrał ponownie z Francuzami 10 października tego samego roku.
Został przyjęty do Hali Sław Santa Clara Broncos. Wraz z pozostałymi amerykańskimi złotymi medalistami w rugby union został w 2012 roku przyjęty do IRB Hall of Fame.